# Léon Gingras
Pour les articles homonymes, voir Gingras.
Léon Gingras (1808-1860) est un prêtre, un théologien, un professeur, un administrateur scolaire et un auteur canadien. Il est essentiellement connu pour son récit de pèlerinage en Terre sainte qu'il a écrit en 1854.

## Biographie
Né à Québec le 5 août 1808, fils de Pierre Gingras et de Marguerite Gaboury, il est ordonné le 21 août 1831. Professeur de théologie, il est directeur du grand et petit séminaire de Québec. En 1844, il est nommé docteur en théologie par un bref de Grégoire XVI. En 1850, il devient membre du conseil de l'évêque. 
En 1854, il fait un pèlerinage en Terre-Sainte ; en 1858, il retourne en Europe et meurt à Paris, le 18 février 1860. Le corps du prêtre est transporté de Paris à Québec, et, le 28 août 1863, après un service solennel chanté dans la chapelle du séminaire, il est déposé dans le caveau de la dite chapelle, en présence d'un nombreux clergé alors en retraite.